# Takehiro Kashima
Takehiro Kashima (japanisch 鹿島 丈博 Kashima Takehiro; * 16. Juli 1980 in Osaka) ist ein ehemaliger japanischer Kunstturner.

## Karriere
Kashima begann im Alter von drei Jahren mit dem Turnsport und gewann bereits 1995 im Alter von 15 Jahren seinen ersten japanischen Meistertitel am Pauschenpferd. Ab 1999 studierte er an der Juntendō-Universität.
Seinen internationalen Durchbruch hatte Kashima 2002 mit Bronze am Pauschenpferd bei den Weltmeisterschaften sowie zwei Bronzemedaillen bei den Asienspielen in Busan – im Mannschaftsmehrkampf und erneut am Pauschenpferd. Bei der Weltmeisterschaft 2003 in Anaheim gewann er mit dem japanischen Team Bronze im Mannschaftsmehrkampf sowie jeweils Gold am Reck und am Pauschenpferd.
Bei den Olympischen Spielen 2004 in Athen wurde Kashima mit der japanischen Mannschaft Olympiasieger im Mannschaftsmehrkampf. Zudem gewann er Bronze am Pauschenpferd und belegte Rang 49 im Einzelmehrkampf.
2005 holte er bei den Weltmeisterschaften Bronze am Pauschenpferd. Bei der Universiade im selben Jahr gewann er Gold am Barren und mit der Mannschaft sowie Bronze im Einzelmehrkampf.
Bei den Olympischen Spielen 2008 in Peking trat Kashima erneut an und gewann mit der japanischen Mannschaft die Silbermedaille im Mannschaftsmehrkampf. Im Einzelmehrkampf belegte er Rang 61 in der Qualifikation. Im November desselben Jahres bestritt er noch einen letzten Wettkampf, bevor er seine aktive Karriere beendete.
Seit 2009 ist Kashima Dozent an der Daitō-Bunka-Universität. Zudem übernahm er verschiedene Funktionen im Japanischen Turnverband.